# Luke Pasqualino
Luke Pasqualino, właśc. Luca Giuseppe Pasqualino (ur. 19 lutego 1990 w Peterborough) – brytyjski aktor telewizyjny, filmowy i teatralny włoskiego pochodzenia, najlepiej znany z roli Freddiego McClaira w serialu Kumple (Skins).

## Życiorys
Jego nazwisko w języku włoskim oznacza „Dziecko Wielkanocy”. Urodził się w Peterborough w hrabstwie Northamptonshire. Jego ojciec pochodził z Sycylii, natomiast matka była neapolitanką. Uczęszczał do Walton Community School w Walton. W młodym wieku pracował w salonie fryzjerskim ojca, Image International, a także jako kucharz u swojego kuzyna i jako model.
Kiedy miał dziesięć lat jego pierwszą rolą był Bugsy w przedstawieniu Bugsy Malone. Uczył się aktorstwa w Stamford Art Centre w Stamford i Lady Lodge Arts Centre w Peterborough. W 2008 roku wystąpił jako protagonista w filmie niskobudżetowym Stingers Rule! o lokalnej drużynie piłkarskiej. Potem pojawił się gościnnie w serialach, w tym Miranda i Na sygnale. Brał udział w castingu do roli brytyjskiego nastolatka Tony’ego Stonema w serialu E4 Kumple (Skins), którą ostatecznie przyjął Nicholas Hoult. Wystąpił jednak w trzecim i czwartym sezonie jako Freddie McClair.
Wspiera charytatywną TXTUP przeciw cyberprzemocy.

## Filmografia

### Filmy fabularne
- 2008: Stingers Rule! jako Anthony
- 2012: The Apparition jako Greg
- 2012: Miłosny kąsek (Love Bite) jako Kevin
- 2012: Battlestar Galactica: Blood & Chrome (TV) jako William „Husker” Adama
- 2013: Snowpiercer: Arka przyszłości jako Grey
- 2017: Solar Eclipse: Depth of Darkness jako DCP Jimmy
- 2022: Medusa Deluxe jako Angel

### Seriale TV
- 2009: Miranda jako Jason
- 2009: Na sygnale (Casualty) jako Dans
- 2009–2010: Kumple (Skins) jako Freddie McClair
- 2011–2012: Rodzina Borgiów jako Paolo, kochanek Lukrecji
- 2013: Jo
- 2013: Miranda jako Jason
- 2014–2016: Muszkieterowie jako D’Artagnan
- 2017: Przekręt (Snatch) jako Albert Hill